# El Luchador
El Luchador va ser un periòdic valencià d'ideologia republicana publicat a Alacant, entre 1913 i 1939.

## Història
Va ser fundat a Alacant en 1913 per diversos joves activistes republicans, entre els quals destacaven Juan Botella Pérez, Carlos Esplá Rizo i José Alonso Mallol. La primera redacció del diari va estar situada a la rebotiga propietat de la mare d'Alonso Mallol. Posteriorment el periòdic va quedar en mans de la família Botella, i va ser dirigit per Álvaro Botella al costat dels seus germans Fermín i Juan. Per la seua banda, Carlos Esplá es convertiria en un dels principals redactors del diari al llarg de la seua existència. Des de la seua creació el diari va tenir una línia editorial liberal i clarament republicana.
Durant la seua existència va ser un dels periòdics més llegits d'Alacant, la qual cosa el va convertir en un dels principals diaris de la ciutat. En el context del republicanisme alacantí, El Luchador va congregar o va atreure molts activistes republicans que posteriorment destacarien durant el període de la Segona República. En aquest període el diari va recolzar decididament el Partit Republicà Radical Socialista (PRRS), el qual tenia a Alacant el seu principal feu polític. Posteriorment recolzaria l'Izquierda Republicana (IR) de Manuel Azaña. El periòdic es va continuar editant durant la Guerra Civil, encara que va sofrir els efectes de l'escassetat de paper i la falta de finançament.
Al maig de 1938 la seua redacció, situada al que en aquell moment s'anomenava carrer Ángel Pestaña —avui carrer Sant Francesc—, va resultar destruïda durant l'anomenat Bombardeig del 25 de maig. Encara que la seua circulació es va intentar engegar de nou a partir de setembre de 1938, l'intent va acabar sent un fracàs i el periòdic va desaparèixer definitivament.